# The Girl of the Open Road
The Girl of the Open Road è un cortometraggio muto del 1914. Non si conosce il nome del regista del film prodotto dalla Edison.
Secondo episodio del serial Olive's Opportunities.

## Produzione
Il film fu prodotto dalla Edison Company.

## Distribuzione
Distribuito dalla General Film Company, il film - un cortometraggio in una bobina - uscì nelle sale cinematografiche statunitensi il 1º dicembre 1914.